# Universidad Técnica Estatal de Omsk
La Universidad Técnica Estatal de Omsk (en ruso: Омский государственный технический университет, ОмГТУ, transliterado Omski Gosudarstvenny Tejnicheski Universitet, OmGTU) es una institución de educación superior de Omsk, Rusia, en el oeste de la región de Siberia. La Universidad Técnica Estatal fue creada en 1942.

## Grados
- Ingeniería Mecánica
- Diseño Tecnológico
- Construcción de Máquinas
- Materiales y Tecnología de Materiales
- Tecnología de Máquinas y Equipos
- Refrigeración, Criogénesis y Sistemas de Soporte de Vida
- Tecnología Química
- Tecnología Química y Petroquímica
- Biotecnología
- Tecnología de la Seguridad
- Negocios de Petróleo y Gas
- Tecnología de la Producción
- Ingeniería del calor
- Ingeniería Eléctrica
- Informática y Tecnologías de la Información
- Matemáticas de la Seguridad y la Información
- Ciencias de la Computación e Ingeniería de la Computación
- Informática Aplicada
- Ingeniería de Automatización de Procesos Tecnológicos y de Producción
- Análisis Y Gestión de Sistemas
- Gestión Técnica de Sistemas
- Seguridad e Información
- Ingeniería de la Radio y Televisión
- Diseño y Tecnología de Medios Electrónicos
- Electrónica y Nanoelectrónica
- Instrumentación
- Nanotecnología
- Mecánica Aplicada
- Ingeniería del Transporte
- Industria militar y Astronáutica
- Normalización Y Metrología
- Sistemas de Información y Comunicación
- Administración Estatal y Municipal
- Trabajo Social
- Publicidad y Comunicación
- Diseño
- Economía
- Gestión de Recursos Humanos
- Tecnología de la Alimentación Pública
- Tecnología de Equipos de la Industria ligera
- Diseño de Equipos de la Industria ligera
- Comercio y Marketing
- Servicios
- Turismo
- Negocios hoteleros

## Títulos de maestría
Por sus títulos en inglés, los cursos y títulos de maestría son los siguientes:
- Fundamental Computer Science and Information technologies
- Computer Science and Engineering
- Information Systems and Technology
- Applied Informatics
- Radio engineering
- Information and Communication Technologies and Communication Systems
- Design and technology of electronic means
- Electronics and Nanoelectronics
- Instrumentation
- Heat power and heat engineering
- Power and Electrical Engineering
- Power machinery
- Engineering
- Technological machines and equipment
- Applied mechanics
- Automation of technological processes and production
- Design and technological support of machine-building production
- Refrigerating, cryogenic equipment and life support systems
- Chemical Technology
- Energy and resource saving processes in chemical engineering, petrochemical and biotechnology
- Biotechnology
- Technosphere safety
- Oil and gas business
- Materials science and technology of materials
- Operation of transport and technological machines and systems
- Missile Systems and Astronautics
- Standardization and Metrology
- Nanoengineering
- The technology of printing and packaging production
- Economy
- State and municipal management
- Design

## Cursos de doctorado
- Mathematics and Mechanics
- Physics and Astronomy
- Chemical sciences
- Earth sciences
- Computer Science and Engineering
- Electronics, radio engineering and communication systems
- Photonics, instrumentation, optical and biotechnical systems and technologies
- Elektro- and combined heat and power
- Nuclear Energy and Technology
- Machinery
- Physics and engineering science and technology
- Сhemical
- Materials Technology
- Aviation, rocket and space technology
- Management in technical systems
- Economy
- Social sciences
- Linguistics and Literature
- Historical sciences and archeology
- Philosophy, Ethics and Religion
- Physical culture and sport
- Cultural